# Artem Lewtschenko
Artem Lewtschenko (ukrainisch Артем Левченко; * 3. September 1999) ist ein ukrainischer Leichtathlet, der sich auf das Kugelstoßen spezialisiert hat.

## Sportliche Laufbahn
Erste internationale Erfahrungen sammelte Artem Lewtschenko im Jahr 2018, als er bei den U20-Weltmeisterschaften in Tampere mit einer Weite von 19,24 m den neunten Platz mit der leichteren 6-kg-Kugel belegte. 2021 schied er bei den U23-Europameisterschaften in Tallinn mit 17,88 m in der Qualifikationsrunde aus und im Jahr darauf belegte er bei den Balkan-Meisterschaften in Craiova mit 17,85 m den achten Platz. 2024 gewann er dann bei den Balkan-Meisterschaften in Izmir mit 19,80 m die Bronzemedaille hinter dem Rumänen Andrei Toader und Asmir Kolašinac aus Serbien und im Jahr darauf belegte er bei den Balkan-Hallenmeisterschaften in Belgrad mit 19,64 m den vierten Platz. Anschließend gelangte er bei den Halleneuropameisterschaften in Apeldoorn mit 19,72 m auf Rang sieben. Ende Juni wurde er bei der 1. Liga der Team-Europameisterschaft in Madrid mit 20,36 m Fünfter, ehe er bei den Balkan-Meisterschaften in Volos mit 18,24 m den zehnten Platz belegte.
In den Jahren 2024 und 2025 wurde Lewtschenko ukrainischer Meister im Kugelstoßen im Freien sowie auch in der Halle.